# Pithiviers-le-Vieil
Pithiviers-le-Vieil ist eine französische Gemeinde mit 1.729 Einwohnern (Stand: 1. Januar 2022) im Département Loiret in der Region Centre-Val de Loire. Die Gemeinde gehört zum Arrondissement Pithiviers und zum Kanton Pithiviers. Die Einwohner werden Pithivériens genannt.

## Geographie
Pithiviers-le-Vieil liegt etwa 36 Kilometer nordöstlich von Orléans am Fluss Essonne. Umgeben wird Pithiviers-le-Vieil von den Nachbargemeinden Guigneville im Norden und Nordwesten, Engenville im Norden, Pithiviers im Osten und Nordosten, Dadonville im Osten, Ascoux im Südosten, Laas im Süden, Escrennes im Süden und Südwesten, Jouy-en-Pithiverais im Westen und Südwesten sowie Greneville-en-Beauce im Westen und Nordwesten.
Die frühere Route nationale 152 (heutige D2152) führt an der westlichen Gemeindegrenze entlang. Im Gemeindegebiet liegt der Flugplatz Pithiviers.

## Bevölkerungsentwicklung
| 1962                       | 1968 | 1975 | 1982 | 1990 | 1999 | 2006 | 2019 |
| -------------------------- | ---- | ---- | ---- | ---- | ---- | ---- | ---- |
| 1269                       | 1262 | 1445 | 1677 | 1713 | 1823 | 1890 | 1769 |
| Quellen: Cassini und INSEE |      |      |      |      |      |      |      |

## Sehenswürdigkeiten
- Kirche Saint-Gervais-et-Saint-Protais
- gallorömische Thermen aus dem 3. Jahrhundert